# فوغن روبرتس
فوغن روبرتس (بالإنجليزية: Vaughan Roberts)‏ هو كاهن أنجليكاني بريطاني، ولد في 17 مارس 1965 في ونشستر في المملكة المتحدة.